# Troy Murphy

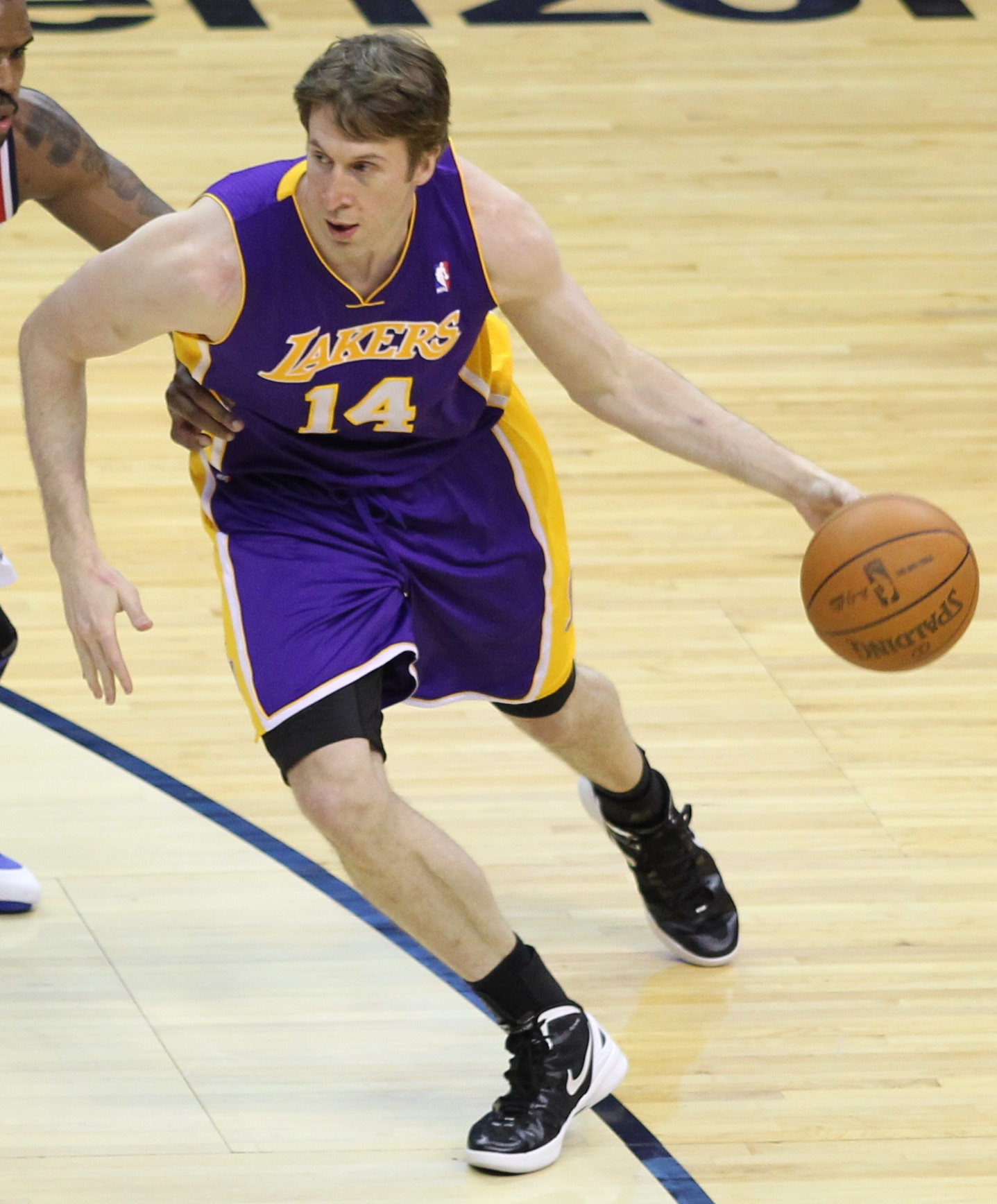
Troy Murphy no jogo de Los Angeles Lakers contra Washington Wizards, em 7 de março de 2012.

Troy Brandon Murphy (2 de maio de 1980 em Morristown, New Jersey) é um jogador profissional de basquetebol norte-americano que atualmente joga pelo Los Angeles Lakers da NBA.